# (31965) 2000 GQ161
2000 GQ161 (asteroide 31965) é um asteroide da cintura principal. Possui uma excentricidade de 0.22116770 e uma inclinação de 7.05855º.
Este asteroide foi descoberto no dia 7 de abril de 2000 por LINEAR em Socorro.